# 小川双々子
小川 双々子（おがわ そうそうし、本名:小川二郎 （おがわ じろう）、 1922年9月13日 - 2006年1月17日）は、俳人。
岐阜県出身。1941年に「馬酔木」に入門。加藤かけい、山口誓子などに師事し、1953年第4回「天狼」賞受賞、1955年「天狼」同人。1958年「河口」を発行、1963年「地表」を創刊、主宰になる。2005年に現代俳句協会の第5回「現代俳句大賞」を受賞する。

## 経歴
瀧実業学校（現滝高等学校）甲種商業科を卒業後、住友本社に入社。1953年より1959年まで胸部疾患により、病臥に臥す。1959年カトリックに受洗し、のち名古屋の出版社黎明書房に入り、定年まで勤める。一時期、広島平和祈念式典に参列した。1984年、韓国カトリック200年記念式典に参列し、それを基に「近きより」31句を「地表」に発表。
1988年、アンカレッジ経由でローマ、アッシジ、バルセロナ、モンセラット、ルルドなどを巡礼した。絵画制作にも情熱を捧げ、1974年より洋画展「幻展」を名古屋市で開催、16回に及んだ。現代俳句協会副会長、同顧問、東海地区現代俳句協会会長、中部日本俳句作家会運営委員長を歴任した。
2006年1月17日、愛知県内の病院で心不全のため83歳で死去した。

## 著書（句集）
- 幹幹の声　1962年　天狼俳句会
- くろはらいそ　1969年　祭魚書房
- 命命鳥　1970年　祭魚書房
- 三千抄　1974年　祭魚書房
- あゐゑ抄　1975年　祭魚書房
- 憂鬼帖（小川双々子句集）　1975年　海程戦後俳句の会
- 囁囁記　1982年　湯川書房　文庫版は1998年に邑書林より刊行
- 小川双々子全句集　1990年　沖積舎
- 異韻稿　1997年　現代俳句協会
- 荒韻帖　2003年　邑書林